# Осока лисяча

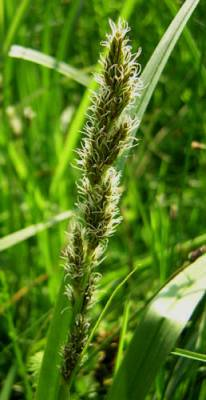

Осока лисяча (Carex vulpina) — багаторічна рослина родини осокові (Cyperaceae).

## Будова
Осока лисяча утворює потужні дернини на болотах та по берегах річок і досягає до 1 м заввишки. Від кореневища, яке розростається в ґрунті, відходять пучками крилаті, тригранні, тугі стебла.
Стебла гострошерехаті, з ріжучими краями. Листки пласкі, завширшки 5−10 см, коротші за стебло. Цвіте осока лисяча навесні й на початку літа.
На верхівках стебел розвивається щільне гіллясте суцвіття завдовжки 3 — 8 см, яке складається з 8−15 колосків на коротких ніжках. Приквіткові лусочки яйцюваті, іржаві, із зеленим кілем.